# Kashiba
Kashiba (香芝市 Kashiba-shi) is een stad in de prefectuur Nara op het Japanse eiland Honshu. De stad heeft een oppervlakte van 24,23 km² en 73.239 inwoners (2007).

## Geschiedenis
Kashiba werd een stad (shi) op 1 oktober 1991.

## Verkeer
Kashiba ligt aan de Wakayama-lijn (Stations  Shizumi, Kashiba en Goido) van de West Japan Railway Company, en de Osaka-lijn en Minami-Osaka-lijn van Kintetsu.
Kashiba ligt aan de Nishi Meihan-autosnelweg en aan de volgende  autowegen :
- Autoweg 165
- Autoweg 168 (richting Hirakata in de prefectuur Osaka en richting  Shingū)